# Alepidosceles imitatrix
Alepidosceles imitatrix là một loài Hymenoptera trong họ Apidae. Loài này được Schrottky mô tả khoa học năm 1909.